# Eri Sakamoto
Eri Sakamoto (jap. 坂本襟 Sakamoto Eri; ur. 2 lipca 1980) - japońska zapaśniczka w stylu wolnym. Trzykrotna uczestniczka mistrzostw świata. Zdobyła brązowy medal w 2006. Wicemistrzyni Azji w 2005. Piąta w Pucharze Świata w 2004 i 2005; ósma w 2003 roku.